# West of Zanzibar
 West of Zanzibar és una pel·lícula estatunidenca muda (amb banda musical i efectes sonors) dirigida per Tod Browning, estrenada el 1928, sobre la venjança d'un mag (Lon Chaney, Sr.) paralitzat en una baralla amb el seu rival (Lionel Barrymore). El repartiment inclou Mary Nolan i Warner Baxter. Es basa en una obra de Broadway de 1926 anomenada  Kongo , protagonitzada per Walter Huston. Huston feia de protagonista en l'adaptació de 1932 de la mateixa història, titulada  Kongo. West of Zanzíbar  és també coneguda pels fans dels films de terror per algunes escenes; en particular, Phroso (Chaney) com maldestre en un acte de fira i escenes que mostren Phroso i el seu grup quan arriben a l'Àfrica.
Produïda per MGM, la pel·lícula va ser rodada des del 25 de juny al 31 de juliol de 1928 amb un pressupost estimat de 259.000 dòlars.
La pel·lícula va ser distribuïda per la MGM, estrenant-se als cinemes el 24 de novembre de 1928. La pel·lícula va recaptar 921.000 dòlars

## Argument
Phroso és un mag de music-hall, que té com a soci la seva esposa Anna. Un vespre, després de l'espectacle, troba a la seva llotja Crane, que li confessa estar enamorat de la seva dona i vol marxar amb ella a l'Àfrica. Els dos homes es barallen i Crane, havent provocat una caiguda accidental de Phroso, fuig del teatre. Diversos mesos després, abandonada pel seu amant, Anna torna per morir amb el seu marit (que ha perdut l'ús de les seves cames en un accident), deixant-li un nen petit. Divuit anys més tard, instal·lat a l'oest de Zanzíbar, on és conegut sota el motiu de 'Dead-Legs' en la versió original), Phroso no pensa més que a venjar-se de Crane, a qui acaba trobant...

## Repartiment
- Lon Chaney (Phroso)
- Lionel Barrymore (Crane)
- Mary Nolan (Maizie)
- Warner Baxter (Doc)
- Jacqueline Gadsden (Anna)
- Tiny Ward (Tiny)
- Kalla Pasha (Babe)
- Curtis Nero (Bumbu)
- Chaz Chase (intèrpret al Music Hall)
- Rose Dione (propietària del Zanzibar Club)
- Louise Emmons (vella al carrer)
- Fred Gamble (comediant de vodebil)
- Emmett King (gerent de teatre)
- Dick Sutherland (canibal)
- Edna Tichenor (ballarina al Zanzibar Club)
- Art Winkler (tramoista)
- Dan Wolheim (client del Zanzibar Club)
- Zalla Zarana (dona al Zanzibar Bar)